# 忍空の登場キャラクター一覧
忍空の登場キャラクター一覧（にんくうのとうじょうキャラクターいちらん）は、桐山光侍による『週刊少年ジャンプ』『ウルトラジャンプ』に連載された漫画作品、及びそれを原作にしたテレビアニメ・映画『NINKU -忍空-』の登場人物一覧である。

## 風助と仲間達

### 干支忍（えとにん）
風助（ふうすけ）
声：松本梨香（タイトルコールも兼任）
本作の主人公。元・忍空組1番隊隊長「子忍」。別名「風の風助」。身長???cm。血液型A型。誕生日は12月1日。ファーストステージやアニメでの年齢は12歳。世話になっている隣家のおばあさんが流行病で寝込んでしまい、その薬を都に買いに行くことをきっかけに旅に出た途中で戦いに巻き込まれてしまう。両親は戦の最中にある男によって殺されており、後にその男がかつて橙次の親友だったということが判明する。セカンドステージ以降は、風の中に龍を見ることが出来るという設定が追加され、他の干支忍と違って特別な訓練をせずに風龍と親しくなっている。
アニメ版では幼い頃に風水師である母を帝国の手の者に誘拐され、彼女を救うべく旅をしている。よくハーモニカを吹いていて、芸人を装って関所を抜ける際は帝国兵を感動させるほどであった。
普段はのんびりしており、何を考えているのかよくわからないが、平和を愛し、みんなが幸せに暮らせることを望む温和で心優しい少年である。思ったことをそのまま口に出す性格で、本人に悪気は無いが相手の気持ちを無視した言動をとることがあり、里穂子からは「脳も筋肉で出来ているの？」と言われたことがある。
基本的に争いごとは好まず、敵対した相手の命までは取らないが、必要とあらば容赦のない面も見せる。
外見が非常に特徴的で、小柄な体躯に対して頭がアンバランスなほどに大きく、目は意思を感じさせないまん丸なぎょろ目。いつも舌をベロリと出しており、よく「カエルのような顔」と言われている。野球帽を後ろ向きにかぶっていることが多く、これは『干支忍編』にて芥子坊主頭になり、正視に堪えない山吹が隠させたのが始まりとされる。体格は小さいが非常に大食いで、本人いわく「いつも20人前は食う」。42話「怒りの拳、忍空切りの男」では、食べ過ぎで苦しんで医者に連れて行かれる際に藍眺から「いくら腹がへってるからって50人前も食うやつがあるか！」と突っ込まれている。
藍朓（あいちょう）
声：真殿光昭
元・忍空組10番隊隊長「酉忍」。別名「空の藍朓」。身長176cm。血液型B型。誕生日は4月12日。アニメでの年齢は23歳。戦争中に両親に村に置き去りにされてから次から次へと人に突き放されたり、裏切られ続けた事で人間不信になり、喧嘩と暴力に明け暮れる不良になった。しかし、風助と橙次に助けられたのをきっかけに初めて人の温かさに触れて忍空を始めた。一見すると爽やかな好青年風の容姿に見えるが、元々短気で粗暴な性格（不良時代からの名残で、アニメ版では更に誇張されている）で、敵対する者に対しては好戦的な姿勢を見せるなど容赦がない。
初登場時や『ファーストステージ』では黒髪で、それ以前の時代を描いた作品では金髪（アニメ版では濃い赤茶色）に染めている。黒髪に染め直したのは『干支忍編』で風助と二手に別れた後、橙次と共に「虹を翔る銀嶺」を探していた最中であったとされる。また、女嫌いな一面があり、里穂子に迫られても怖い顔と高圧的な態度で応じたが、橙次の妹だと知ると態度を変え「これは失礼」と謝っていた。そのあまりの二面性ぶりに、藍朓に一目ぼれだった里穂子も心底肝を冷やし考え直したほど。
『ちょっとだけファーストステージ』では戦没者慰霊塔の建設に参加。力でケリをつけることをやめると誓い、夜叉蝎残党の挑発にも堪え抜いた。
アニメでは第2話より登場。車に轢かれそうになった子供を助けたが、マツオとウメタの不意打ちに倒れ、帝国軍に捕まっていたところを風助に救出される。
バサラ大佐としての「黄純」との初対決では空氷骸によって氷漬けにされる、忍空狼狼長「麒麟」との戦いではほぼ一方的に叩きのめされる、メキラ隊のアイーダには幻術に翻弄されあっけなく捕縛されるなど、風助や橙次に比べて干支忍としての戦闘力は元々のキャリアの違いもあって低い模様である。一方で足のバネを生かした跳躍力の最大空力によって誰よりも高く跳ぶことができ、その能力によって仲間のピンチを何度か救っている。また、『戌忍』ほどではないが『酉忍』は気配察知の能力に長けるようで、自身でもそう説明している。アニメでは、飛空能力で空を飛んでいるように見える描写があるが、あくまでも驚異的な跳躍力で跳んでいるだけである。忍空の里で番人の忍空使いの集団に追われて逃げるために、みんなを連れて跳び追い付かれそうになった際、橙次に「スピード上げろ～！」と言われ、「無理言うんじゃねえよ！俺はジャンプしてるだけだぞ！」と返している。
橙次（とうじ）
声：小杉十郎太
元・忍空組6番隊隊長「巳忍」。別名「大地の橙次」。身長178cm。血液型A型。誕生日は4月5日。アニメでの年齢は30歳。温厚で気風のいい性格をしており、大戦時は干支忍達のリーダー格だった。本編では当時の立場から忍空狼に協力を強いられ、捕らえられてしまうが、風助たちにより救出され、一行とともに忍空狼の野望を阻止するべく立ち上がる。風助が最初に出会った干支忍であり、『セカンドステージ』では風助との出会いが描かれている。また大地に龍を見ることが出来るという設定が追加された。原作では闘う場面が少なかったものの、藍朓が「戦では10分で100人を血の海に沈めた男」「普段は温厚だが、一度キレると俺達干支忍でも手がつけられない」と述べているように、干支忍の中でもかなりの実力者である事が窺える。
褌愛好者で、戦闘時その他頻繁に六尺褌一張になる（その褌まで脱げて全裸になる場面も何度かある）。また、よく放屁する癖があり、風助や藍朓に度々呆れられては注意を受けている（アニメではこの放屁癖はヒロユキが代わりに受け持っている）。その屁は非常に臭く、嗅いだ人間を失神させることもある。趣味でプロペラ飛行機を製作しており、「ヒンデンブルグ号」と名付けた愛機を自ら操縦するものの、ガス欠や居眠り運転、整備ミスでネジが飛んで空中分解するなど、何度も墜落しているが本人は全く反省していない。
アニメでは第3話より登場。半年前に小さな酒場の用心棒をして酒池肉林な生活をしていたが、街に忍空狩りの一団がやって来て、自分の生活を奪ったことに対する恨みという不純な理由から、忍空狩りを指揮している幹部を知るために帝国府に潜り込んでいた。アニメの橙次は無類の女好きであり、街に着くなり女遊びをしていることが多く、女嫌いの藍朓とはそれでよく喧嘩になる。
お人好しな所があるせいか、あまり人を見る目がなく、自分の部下や親友など信頼を置いていた人物に何度か裏切られている。
岩石島での風神の龍や、風水の谷での白虎との戦いでは、絶対的不利な状況から突破口を見いだしており原作同様、干支忍の中でもトップクラスの実力者であることが分かる。
『ちょっとだけファーストステージ』では病気に罹ったと言って伏せり、「このまま死ぬくらいなら刺客にでも殺されたい」と言ってその通りに刺客に襲われる。刺客を撃退した風助に一喝されるが、病気というのは屁が出なくなっただけとわかり、風助や里穂子、医者を呆れさせた。
黄純（きすみ）
声：松本保典
元・忍空組7番隊隊長「午忍」。別名「氷の黄純」。身長175cm。血液型O型。誕生日は12月24日。大戦中にピアノのおもちゃで演奏し、戦争で疲れた人々の心を安らげた。自分のわがままで面会に来た婚約者・水菜を事故で亡くしてから、それを償うため歌を作り続けている。また、自殺未遂の常習者であり、リストカットなどを繰り返しているが、鍛錬の賜物故か、いまだ健在である（貧血を起こすなど微妙に虚弱体質である）。それでも干支忍の誇りだけは失わずにいる。『ファーストステージ』では長髪を金色に染めていることに加えて口紅も塗っており、ヴィジュアル系を思わせる姿をしているが、大戦時の回想シーンや『干支忍編』においては黒髪を後ろで縛っている以外は普通の青年である。
『セカンドステージ干支忍編』では恋人の水菜や水菜の兄で自身が尊敬するピアニストの桜堅とバンドを組んでおり、「KISS ME」と名乗っていた。虚弱体質では無く、話し方や性格も普通で、後の姿とかなり違っている。ファーストステージでの壊れぶりは水菜との死別によるものであるため、セカンドステージではそれ以前の状態という前提でなおかつ黄純らしく描かねばならず、干支忍編で最も難しい人物だったと原作者は語っている。
『ちょっとだけファーストステージ』では新しい恋を見つけたかに思えたが、玉砕してまたも自殺未遂。
アニメ版では恋人である美雪を戦争で失い、絶望感のあまり単身でEDO城に乗り込むも捕らえられる。コウチンに平和のあり方を説かれ、心を凍らせて帝国府に寝返った。戦後はバサラと名乗り風助達と敵対した。帝国軍にも愚かな人間がいることを知っているため、風助達忍空を仲間に引き入れ、自身で軍を統括し、真の平和を実現しようと考えていた。彼の部下も黄純が心を凍らせることで強くしていた。ただ、心を凍らせていても面影があるらしく、そのことをメキラに見透かされた。心を凍らす前の性格は原作での暗い性格とは違って雄々しい。風水の岬での風助達との戦いで凍らせた心がとけ和解をする。風助に「俺達と一緒に旅しねえか」と誘われるが、「今さらそれはできない」と断り、風助の母親の幽閉場所を教え彼らと別れた。その後コウチンとの決戦に赤雷と共にかけつける。コウチンの攻撃を空氷骸による防御壁で防いでおり、防御についてはかなり高い能力を持っていることが分かる。
ファーストステージでの貧血の設定はアニメでは長らく描写されなかったが、第50話で旅立つ風助達を見送ってすぐに立ったまま居眠りを始めた赤雷の横で、貧血と思われる症状で頭に手をおきながら倒れる姿が描かれている。
赤雷（せきらい）
声：石田彰
元・忍空組5番隊隊長「辰忍」。別名「炎の赤雷」。身長175cm。血液型A型。誕生日は10月14日。真面目で、他のメンバーに比べるとおっとりしている。居眠り癖があり、間があればすぐに寝てしまう。絵を描くのが趣味であるが、途中で居眠りしていることが多い。容姿は優れているが、垂れ目である。
原作では戦後、EDOの平和を守るために忍空狼を作り上げたが、紅に乗っ取られてしまう。風助が紅を破った後は自ら忍空狼の施設を焼き払い、絵を勉強し直す旅に出ている。
『セカンドステージ干支忍編』では忍空の修行を行いながら、同時に有名な画家である葵蓮の家に住み込んで絵の勉強を行っていた。登場時「辰」の干支忍は銅朱であり、自身はまだ自然龍が見えていない状態であったが、後に麗朱からこの理由が干支忍達に天から与えられた試練である事が判明する。
『ちょっとだけファーストステージ』では子忍技の旋風に乗って来る風助を敵襲と誤認して身構え、彼が投げたトウモロコシを口に突っ込まれたまま眠って入院。
アニメでは戦後、画を描く旅に出ていたが、気が付くと梅千代の家にいた。コウチンとの決戦には心が戻った黄純と共に駆けつける。原作に登場していたかは不明だが、黄純との二人技、「空炎氷弾」を放っている。
紫雨（しぐれ）
声：大塚明夫
元・忍空組11番隊隊長「戌忍」。別名「野生の紫雨」。身長不明。血液型O型。誕生日は7月20日。『セカンドステージ』から登場。犬などの動物に龍を見ることができ、使役できる。忍空の中でも最も「忍」に重点を置いて活動し、その顔は忍空仲間にも見せない（数度、風助達の前に姿を見せた事があるが、顔は描かれていない）。嗅覚が鋭いため橙次の屁への拒否反応は一際激しい。原作では気さくな部分も見せる、やや幼さの残る青年で干支忍達の前に現れる時は自身は物陰に隠れて手紙を置くか腹話術に似た「声幻身の術」で犬に話させていたが、アニメでは原作に比べ大人びて描かれ、干支忍達の前に現れる時は木彫りの犬面を被って姿を見せていた。また風助達が去った後ではあるが、素顔も登場している。
原作では麗朱からの召集を他の干支忍達に伝え（この時点で卯忍や辰忍はまだ麗朱の弟子の中には現れていないはずだが、その分をどうしたかは不明）、その後も干支忍達への助言や麗朱との接触、夜叉連合の偵察などを行った。
アニメでは麗朱の指示により、コウチンとの決戦に備え11番隊を率いて全干支忍の召集に向かうが、コウチンの刺客によって多くの隊員が使命を果たせず倒され、結果として決戦に参加できたのは風助、藍朓、橙次、黄純、赤雷の5人だけだった。
原作同様、情報伝達などが主な任務の為、戦闘における能力がどのくらいなのかは不明。風助達と影阿弥との対決では、犬を使役して挑んでいるが回転させた槍で弾き飛ばされている。戦い終盤には、自身が飛び出して行き、影阿弥の自殺攻撃でピンチに陥った風助を間一髪で救っている。この際犬面が真っ二つに割れ、頭部に傷を負って風助に心配されたが、「かすり傷だ。面のおかげで助かったぜ。」と言っており、軽傷だったようである。
黒楼（こくろう）
元・忍空組12番隊隊長「亥忍」。別名「海の黒楼」。身長175cm。血液型O型。誕生日は2月16日。『セカンドステージ』から登場。水の中に龍を見ることができ、水を操ることができる。幼い頃、住んでいた村に軍の実験で毒ガスを撒かれ家族を含め村人達を虐殺された。自らは友人と遊びに行き村から離れていた為助かったが、近距離で毒ガスを吸ってしまいその後遺症で体が蝕まれている。その後軍に囚われて奴隷にされ、脱走して海に飛び込んだ際に水龍を見出し麗朱に拾われ忍空を学んだ。幼い頃の影響で心を閉ざしており、海の生物以外に仲間がいなかったが、風助や橙次と出会い喧嘩をした際に初めて自分に人間の仲間が出来た事に気付き、麗朱の前で思わず涙を見せた。『強さ』を嫌っていた風助に「強さは人を守る最高の道具にもなる」と説き、忍空使いとなるきっかけを作った人物でもある。「俺は乾いている」と自ら述べるように性格はドライで捻くれた部分もあるが、根は仲間思いで正義感が強い。
アニメ未登場。
青馬（せいま）
元・忍空組9番隊隊長「申忍」。別名「雷鳴の青馬」。身長177cm。血液型B型。誕生日は11月6日。『セカンドステージ・干支忍編』から登場。川の中に龍を見ることができ、龍が川から天へ昇ることで雷を操ることができる。代々川を守り続けてきた番人の一族で、川と仲間を愛する真面目な青年。ある時水害で負傷したため左目に眼帯をしている。水害で孤児となった子供達の世話をしながら川近くで暮らしており、それが気がかりで干支忍としての出発を躊躇していたが、彼らの後押しで決意する。旅の途中で、緑里と合流する。
アニメ未登場。
緑里（みどり） / ヴェル
元・忍空組8番隊隊長「未忍」。別名「植物の緑里」。身長164cm。血液型A型。誕生日は11月2日。『セカンドステージ・干支忍編』から登場。植物の中に龍を見ることができ、植物の力を借りた術や植物由来の薬物を扱う。作中、初めて登場した女性干支忍。優しく芯の通った女性だが、「舌を噛んでしまってはいけない」と急に風助が出している舌を口中に押し戻すなど天然な部分もある。本来の名前は「緑里」であるが、忍空使いである父親を失い、また忍空としての力を周囲に疎まれ放浪した後、ROKUDA領の園芸農園に辿り着きその地方で「緑」を意味する言葉「ヴェル」と名乗り暮らしていた。アルーベという想い人がいるが、土紋に利用された彼の記憶を自身の手により消す破目になり、彼と農園を他のスタッフに頼んで干支忍として出発を決意する。旅の途中で、青馬と合流する。
アニメ未登場。
林慶（りんけい）
元・忍空組2番隊隊長「丑忍」。別名「鉱（あらかね）の林慶」。身長184cm。血液型O型。誕生日は6月13日。『セカンドステージ・干支忍編』から登場。怪力の持ち主で、干支忍の中では最も体格が大きい。広島地方と思われる方言で喋る。考古学者でもあり、考古学の観点から「虹を翔る銀嶺」を探している。基本的には真面目で温厚な性格だが、極度な子煩悩で娘の山吹を生涯手許に置きたいと思っており、彼女に近づく男に勘違いで喧嘩を吹っかけてしまう。それが原因で、同じ干支忍とわかる前の風助や黄純を攻撃しそうになった事もある。
アニメ未登場。
山吹（やまぶき）
元・忍空組4番隊隊長「卯忍」。別名「光の山吹」。身長130cm。血液型B型。誕生日は5月1日。『セカンドステージ・干支忍編』から登場。林慶の娘で風助と同年代の少女。父同様に方言で喋る。普段は冷静だが、感情が昂ると非常に声が大きくなる他、やたらと唾を飛ばす癖がある。驚異的な速読能力（旅路においても本をリヤカー一杯に積んで引き歩いている）と、遠くを透視できる千里眼のような能力を持っている。当初は忍空使いでは無かったが、父親の影響から自身も忍空を学びたいと思っており、林慶に黙って変わり身の術などを練習していた。阿武礼由に闇討ちされる風助の姿を透視して、彼を救う力を欲したのを機に光の中に龍を見ることができるようになる。透視の能力も光龍の力だと当人は確信。緑里に続いて二人目の女性の干支忍だが、直接敵と戦う場面は見られなかった。
アニメ未登場。
火瑠（かる）
元・忍空組3番隊隊長「寅忍」。別名「精霊の火瑠」。身長155cm。血液型AB型。誕生日は9月29日。『セカンドステージ・干支忍編』から登場。作中で最も遅く登場した干支忍である。魚や爬虫類を思わせる顔をしており、風助とはまた違う意味で独特の顔をしている。先祖代々、恍然宗（こうさしゅう）に仕えてきた家に生まれ自身も僧侶の一人であるが、父親の勧めにより忍空を学んでいる際に物に宿る精霊の声が聞こえ干支忍となった。その為、ある時から恍然宗が忍空と敵対関係になった事で葛藤に苦しむ。当初は恍然宗の立場から先輩と共に大聖僧の捜索などにあたっていたが、同時に他の干支忍を恍然宗から守る為、故意に干支忍への刺客に嘘の情報を伝えたり、移動速度の遅い車を用意するなど陰ながら風助達のサポートも行っていた。亜裂駆子との一件で自分の正体を明かし、干支忍として恍然宗と闘う事を決意。先輩と別れ、風助達の旅に同行する。求煉の塔にてその雰囲気に怯えるなど少し臆病な部分もある。
アニメ未登場。

### 干支忍以外の旅の仲間
里穂子（りほこ）
声：林原めぐみ
本作のヒロインで、橙次の妹。本人曰く「読書好きの大人しい性格で意外と家庭的」だが、実際はお転婆娘。幼い頃キンダーガートン（幼稚園に相当）に通っていたときに告白された初恋の相手（庸嗣君）と藍朓の風貌が酷似している。原作では、橙次を脅して引き入れるための人質として忍空狼に追われており、畑の中に隠れていたときにヒロユキを連れた風助と出会う。その後は風助たちの活躍で兄と再会し、彼らの旅に同行する。また、その際に不注意で忍空の里に足を踏み入れてしまい、完全に不本意ながら風助とともに忍空使いとしての修行をすることになってしまう（忍空使いと認められないと里から出られないため）。
アニメでは、機械いじりが得意でエンジニアであるという設定が追加された。初登場は第1話で忍空の残党を名乗る輩に捕まり、商人に売り飛ばされそうになったところを風助に救出された。以降、風助についていき、兄の橙次と再会。以降も風助達と行動を共にする。
『セカンドステージ』や『干支忍編』では風助や藍朓と出会う前の時期であるため未登場（「ハイスクールに通っている」と橙次から説明があるのみ）。
『零』では正月に藍朓に登山に誘われるも、藍朓が足を怪我してしまい、やむなくヒロユキと二人で雪山に出かける。遭難するも自力で生還した（作者曰く、二人が忍空の里に行く前の話との事）。
ヒロユキ
声：鈴木勝美
橙次が飼っているペンギン。もとは藍朓が育てていたが、藍朓が忍空の修行に臨む際に風助と橙次に預けられた過去を持つ。基本的に言葉を喋ることは出来ないが、アニメでは「でびでび」と鳴く。力持ちで足が速いが、ところ構わず脱糞する癖がある。また、アニメでは原作での橙次の放屁癖をヒロユキが代わりを受け持っており、原作での彼同様、非常におならが臭いのが特徴。『ファーストステージ』では無表情でほとんど表情が変わらなかったが、『セカンドステージ』や『干支忍編』では人間臭い表情やしぐさをすることが多くなった。
アニメでは元サーカス団員で、サーカスを開演している近くの町で忍空の修行をしている風助達に関心を持ってついて来た。第1話冒頭から既に風助と同行。通常の人間と同様の生活を送ることが出来、人語や文字も理解出来る。

### 忍空の関係者
ポチ
忍空の里を守るために鍛えられた犬。人間の言葉を喋ることも出来るほか、とにかく人間臭い。風助は彼の肉球を突く行為を好む。風助の隣の老婆からは「ペスさん」と呼ばれている。
麗朱（れいしゅ）
声：小林清志
風助ら干支忍の師匠で、彼らからは「お師さん」と呼ばれる。
原作では一部の忍空使いの暴走による「第一次忍空戦争」を鎮めた先代干支忍最後の生き残り。忍空十二流派の全てを亡き仲間から継承しており、各地で修行旅をしながら新たな干支忍となる者達を探していた。親友だったMUROMACHI将軍の死を知り、戦乱の世を終わらせるべく干支忍達を「“虹を翔る銀嶺（にじをかけるぎんれい）”にて待つ」という伝言で招集する。だが干支忍が集結しようとする矢先、銅朱に捕えられてしまう。それは銅朱との戦いが干支忍に課せられた試練と考えてのことだった。天下分け目の戦の後、病死したと伝えられていたが、実は釈迦の証を風助に継承するため、命を賭して弟・聖紫に預けていた。
アニメでは忍空隊の総帥。帝国府を壊滅寸前に追い詰めるが、突如忍空隊解散を告げ、単身コウチンの元へ向かい行方不明になっていた。それはコウチンが全力で戦えば国自体が滅んでしまうことを、案じたためで行ったことだった。最終決戦間際で姿を現し、再びコウチンと対決する。すべての忍空技を会得しているが、使用したのは空翼破、空炎風砕、空圧拳の3種類だった。
聖紫（せいし）
声：村松康雄
麗朱の弟。
原作では亡き兄から預かった釈迦の証を風助に渡すため、苦狼門で10年間秘儀「間断眠（かんだんみん）の術」で体を仮死状態同然にし眠っていた。自らの命を削って風助と戦い、最後には釈迦の証を風助に託して息絶える。
アニメでは不在の兄に代わって忍空の里を守り、訪ねて来た風助達に天空龍を探すことを指示した。
先代の干支忍
麗朱を除く他の11人の干支忍。「第一次忍空戦争」を鎮めた後、「いずれこの中で再び忍空戦争が起こるかもしれない」という理由から麗朱にそれぞれの流派の忍空技を継承させ、自害した。
緑里の父親
故人。本名は不明。忍空使いであり、緑里にとって強く優しい人物であった。
銅朱の師匠
銅朱に忍空を教えた中年の男性。銅朱に自らの技を全て教えた後、真剣勝負を行い殺害される。なお、銅朱は麗朱に「師匠は誰か」と訊かれて「天」と答えており、この男のことは師匠と思っていない模様。

## ファーストステージ

### K.K.牧場関係者
親父
声：宝亀克寿
夫婦で牧場を作ったが、妻は戦時中に殺された。軍隊では食事係だったが、料理は不味い。忍空組の残党に娘・結花がさらわれた際、敵が留守の牧場を襲うと読んで残る。残党に深手を負わされた後に組み付き、自分ごと撃って死亡。
アニメでは、第8話登場。元軍人であることや牧場を作った経緯等は語られなかった。原作と同じ状況で敵に自分ごと撃つが、生き延びた。風助との別れ際に、「また来いよ。舌にまったりととろけるスープ作ってやるからな。」と言い息子の朱利から、「あんたは不死身か」と突っ込まれるという少々コミカルなやり取りがあった。
朱利（しゅり）
声：森川智之
親父の息子で結花の兄。
行き倒れていた風助に食べ物を与え、まずい飯なのに、文句を言わないで平らげた風助に感心した。忍空組の残党に結花がさらわれた際、単身助けに向かうが敵わず風助に助けられる。コマンド・アーマー残党には銃で応戦したが敵わず、足に重傷を負うもまた風助と藍朓に助けられた。
結花（ゆか）
声：氷上恭子
親父の娘で朱利の妹。風助と同じ12歳の少女。
目の前で母を殺されたショックで言葉と笑顔を失っていた。友達になった風助に忍空組の残党から助けられてそれらを取り戻し、以来彼に想いを寄せている。後に親父を狙うコマンド・アーマー残党に殺されそうになるが、またも風助と藍朓に助けられた。
汁水（じゅうすい）
戦時中に親父の部下だった青年。親父の死後に牧場へ働きに来た。素直で正直な男だが思った事をそのまま口にする性分で、藍朓に悪い評判まで話して怒らせた。風助と藍朓が牧場を訪ねた日、牛乳配達に出た先でコマンド・アーマー残党に射殺される。

### 心の家関係者
マザー
声：前田敏子
心の家の創始者。3年前の戦で子供を2人亡くし、それを償うかのように戦争で両親を失った子供達を集めて心の家を作った。黄愁の手により、家の前に仕掛けられた地雷を踏んで亡くなった。
アニメでは心の家を設立した経緯や自身の過去等は説明されなかった。心臓が悪く、自分の薬を買うよりも子供達の食費を優先したため、状態が悪化していた。バサラ配下の精鋭部隊から風助を庇って射殺された。
夏ちゃん（なつちゃん）
声：かないみか
心の家のお手伝い。マザーが亡くなった後、心の家を引き継いだ。黄愁ファミリーに乱暴された過去があり、手首に自傷した痕がある。
アニメでは夏子（なつこ）という名前で第4話と5話に登場。話自体が変えられているため、前述のような過去の描写はない。マザーが亡くなった後、継ぐ決意をするのは原作と同様。

### その他の一般人
青吉（せいきち）
声:佐々木望
喧太にカツアゲされていた14歳の少年。母親の財布から金を盗んで喧太にその金を払っていた。アニメでは「火事だ」と嘘を吐いてその際に金を盗んでカツアゲした喧太にその金を払っていた。
喧太（けんた）
声:平田広明
青吉にカツアゲしていた16歳の少年。風助曰く老け顔。

### 忍空組の残党

#### 黄愁ファミリー
黄愁（こうしゅう）
元・忍空組6番隊副隊長。部下たちから「首領（ドン）」と呼称されている。高速で地を這いながら四方八方から攻撃を仕掛ける、巳忍流・忍空「空大幻蛇」の使い手。戦争終結後、ファミリーを結成し悪事を行っていたが、風助に倒される。幼い頃から自分が何をしても2番手で、1番になれなかった事を不満に思っていた。橙次からは忍空狼の誘いに乗ることを危惧されており、橙次は諌止する手紙をヒロユキに持たせたが、途中で手紙を落としたためそれが読まれることはなく、また黄愁はもう橙次には従わないとヒロユキを殺そうとし風助に阻止された。
副隊長ということでそれなりの実力者ではあったようだが、巳忍としての実力は橙次とは比べ物にならないほど劣っているようである。風助に瀕死の重傷を負わされた習画を殺害するなど冷酷な性格だが、基本的に部下に対してはある程度寛容。だが、自身の自室に報告に来た部下が「急に入ってくる」のは嫌いらしく、2度にわたりその行動を起こした部下に「いっぺん死んでみるか？」と脅したこともある。風助との初対面時には礼儀正しく振舞ったり、風助が対決の途中で鼻水を出した際にはポケットティッシュを差し出して鼻をかむことを促し、その隙に付け入らないなど勝負事には正々堂々としている。
松正（まつまさ）
黄愁ファミリーNo.2。元・忍空組6番隊副隊長補佐。巳忍流・忍空の使い手で、拳の他に「屈強な男を意のままに操る」術も使用し、「この術を習得しているのは自分ぐらいまで」と豪語している。拳銃を所持しているが、発砲まではしていない。高速で地を這い、砂埃に紛れて相手を攻撃する「空幻蛇」が得意技。観察眼と洞察力にも優れており、当初はただの子供と思っていた風助が「元・忍空組の1番隊子忍」であるとを言い当てた。No.2に甘んじず、首領になろうと風助に戦いを挑むが、「へたくそ」、「動きは止まって見える」と一喝され拳一発で倒された。その後、風助によって黄愁のアジトの前まで引きずられ、「重い」という理由で放置されたが、黄愁との会話で瀕死ながらも「生きている」ことを伝えた。黄愁に対しては面従腹背気味であり、風助との対決で「クソ黄愁」と毒づく台詞がある。
習画（しゅうが）
黄愁ファミリーNo.2。手裏剣砲の使い手で、必要とあらば仲間ごと相手を殺そうとする卑劣な性格。松正の存在によってファミリーを持たせてもらう話がたびたび流れたと語っており、初登場時の台詞でも意識しており、彼より格下であることがうかがえる。豪放磊落な性格で、風助がアジトに襲撃しに来た際にはビールジョッキを片手に一杯引っ掛けて意気揚々としているなど危機管理意識も薄い。だが、人を見る目はそれなりにあり、風助を「松正を倒した忍空組の隊長」であること知るとすぐさま戦闘を開始している。「忍空使い」とのことだが、作中では忍空を使う描写はなくむしろ格闘能力に劣る（蹴りがスロー）描写がある。自身が「風助を捕獲しようとした仲間」を殺したことで、風助の「どういうつもりだ？こいつはお前の友達だろ？」と怒りを買ってしまい、手裏剣砲を破壊された挙句、瀕死の重傷を負わされ敗北。その直後、黄愁に助けを求めようとしたが、見限られて始末された。

#### 忍空狼
紅（くれない）/ 陽紅（ようこう）
忍空狼副将軍。元・忍空組5番隊副隊長。本来は風助達と共に麗朱のもとで忍空を学ぶため修行していたが、修行の際に風助と赤雷を見捨てた事が原因で麗朱に破門されてしまう。しかし忍空を捨てきれない陽紅は、木に顔を打ちつけて顔を変え、更に名を捨て別人となり、赤雷に弟子入りする。忍空狼を陰で操り、赤雷が本来望んでいた組織とは別物に変えてしまう。異国との交渉から戻った赤雷に重傷を負わせ、最終的には釈迦の証を巡って風助と戦う。恐れを捨てるため自らの目を焼いてまで戦った末敗れる。その後、記憶を無くし五大老の氷刹に拾われ、風助と対決し結果として記憶を取り戻す。しかしそれを見て裏切ったと考えた氷刹により銃殺されてしまう。最期には視力を取り戻し、風助を一目見て「相変わらず大きい男だ」と一言残し息絶える。
麒麟（きりん）/ 浜地（はまじ）
声：草尾毅
忍空狼麒麟部隊狼長。元・忍空組10番隊副隊長。藍朓が自らの手で鍛えた弟子で、彼に結婚の仲人を頼むなど兄弟分とも呼べる間柄だった。橙次を助けるために現れた藍朓と死闘を演じ、彼に勝利したが風助と橙次の前に敗れる。その後、忍影腹の術で自我を捨ててまで戦うが、最終的には藍朓の手で倒された。藍眺に倒される際、風助の空圧拳で術が解けて本来の自我を取り戻しており、藍朓に殺されるなら本望だと述べた。
アニメで藍眺を圧倒しているため、干支忍よりも高い実力を持っているが、風助と橙次の二人には歯が立たず自身も、「今の俺では干支忍二人は相手にできんようだ」と発言している。12人の干支忍すべての技をマスターしていると発言しているが、実際に使用した描写があるのは空圧飛拳と空裂山だけであり、真偽は不明。
副狼長 / 影（かげ）
声：堀内賢雄
忍空狼麒麟部隊副狼長。名前は不明。麒麟の部下で、干支忍の全ての技をマスターしている。常人の何倍もの視力、視野を持っており、真後ろ以外は死角が無く風助達の攻撃も見ながら対応できる。そこを逆手に取られ、常人なら見えないような位置にある木の実の振り子運動を使った催眠術にかけられ倒された。
アニメでも役割はほぼ同様で視力、視野を鍛えたのはバサラ大佐の言葉によるものとされた。
獏（ばく）
忍空狼狼長。元・忍空組2番隊隊員。人を殺してその夢を無にするのが楽しいと言う凶悪な性格。人を殺しても罪にならなかったため、忍空組に入って戦争に参加した。また殺しができるために忍空狼に入った。自らの血の鉄分を凝固させ肉体を鉄の塊とし攻撃する技を持つ。原作では黄純と戦って凍らされ、最後に玄武に殺される。
アニメではバサラ三獣士の1人で「友情」を凍らされた鋼鉄戦士白虎（声：稲葉実）が該当する。ただし白虎は元々殺戮を好まず、心が解けた後に痛覚が戻って苦しむ玄武を励ます好人物な面がある。
朱雀（すざく）
声：中田和宏
忍空狼狼長。元・忍空組1番隊隊員。戦争で顔の半分に大怪我を負い左眼を失ってから表で働くことが出来ず裏の世界で生きるしかできなかったため、仮面で素顔を隠して忍空で世の中を支配する忍空狼に入った。風助の部下であったが、自分は下っ端だったので、風助は自分の事を知らないだろうと言っている（ただし、風助と会うシーンが無い為、本当に風助が朱雀の事を知らないかは不明）。原作では藍朓と戦い、最後に玄武に殺される。
アニメではバサラ三獣士の1人で「過去を顧みる心」を凍らされた仮面戦士。空貫弾（くうかんだん）や旋風環（せんぷうかん）といった風系統の技を使うが、忍空組1番隊隊員という設定はなく、風助を始めとする子忍がこれらの技を使う描写もないため、技の属性などは不明。
玄武（げんぶ）
声：緑川光
忍空狼狼長。どこの所属であったかなどは一切不明。余命1ヶ月と医者に宣告され、最後に自分の生きた証を残す為に忍空狼に入った。原作では最後に獏と朱雀を殺害、忍空狼の隊長が赤雷である事を藍朓と黄純に伝え、去って行った。
アニメではバサラ三獣士の1人で「痛覚」を凍らされた無防備戦士。氷の手裏剣を投げる午忍技「空雪剣」が得意技。漫画ではそばかすのある少年だったが、アニメでは顔が異なる。
寿行（じゅぎょう）
元・忍空組8番隊隊員。似非関西弁で喋り、にやけた顔をしている。元はただの一般隊員だったが、忍空狼での修行により現在では干支忍に匹敵する実力を身に着けている。橙次を脅すために里穂子をさらいに来たが、風助と交戦、片腕片足を折られた。しかし、その状態でもなお一旦逃げたと見せかけて近辺に潜伏するしたたかさを見せ、里穂子を再度さらおうとした。が、藍朓により気配を察知され、流石に片手片足では敵せず、彼に殺される。死ぬ間際には喋り方が標準語になっていた。
GB版の第1弾のストーリーでは風助または藍朓に敗れた後、橙次の居場所を風助達に教えた。なお、原作とは違って死亡はしない。

#### その他の残党
家畜強盗（名称不明）
忍空組の残党の男。仲間を連れてK.K.牧場にいた牛を勝手に殺して盗んでいた。変わり身の術を使用し、朱利を痛めつけた。風助に倒される。
アニメでは第8話登場。帝国軍に1年程在籍し、バサラに忍空術を習ったという設定であった。
金貸し（名称不明）
金融業を営む2人組の男。町工場の社長に高利で金を貸し、返済困難と見ると「誠意を見せろ」と銀行強盗をするように唆す。だが社長がそれを実行して風助に撃退、逮捕されるとそ知らぬ顔をして工場を差し押さえてしまった。他にもかなりあくどい手口を行い、町では悪評高かった模様。社長の事情を聞いた風助に2人組は殴り倒された。忍空技を使う場面は無い。
アニメでは第52話に登場。政二、ケンと名付けられているが忍空使いではない。社長が銀行に押し入った際、仮面を着けて加勢し部下の振りをした。ヒロユキに証拠の仮面を発見され、風助達に殴り倒され逮捕された。

### その他の敵
コマンド・アーマー残党（名称不明）
かつての戦争で、その恐ろしさを知らしめたコマンド・アーマー隊の唯一の生き残り。強くなりすぎて手に負えなくなり、上層部が食事に毒を盛って全滅させたとされる。先述の経緯から、戦争中食事係だったものを片っ端から探し出して虐殺することで復讐しており、K.K.牧場の親父や汁水もその対象だった。
普段は武器や重火器を使った攻撃をするが、真の恐ろしさは桁外れの肉体能力であり、どんなものでも切れないとされるが、密度が1キログラム毎立方センチメートルもある「巌流石」で作った超重量の鎧を身に纏いながら、干支忍に匹敵する速さで動くことができる（風助ですら「すげぇ速えぇぞ！下手に攻撃したら俺達のほうがやべぇ！」と言っていた）。持久力もすさまじく、それだけの動きをしていても作中では一切息を乱さず汗もかかなかった。
「忍空の里」で再修行後の風助と藍朓の二人がかりでも苦戦を強いられたが、機転を利かせた風助の「空手裏剣」によって鎧ごと切り裂かれ、死亡。さすがの風助も、手加減する余裕はなかった。死ぬ間際に、「利用されるだけ利用され、仲間はみな舌が真っ黒になって死んでいった」と語り、戦争はまだ終わっていない事を訴え息絶える。風助もそれに「戦争は終わったが傷跡は消えない」と返した。
氷刹（ひょうせつ）
EDO幕府の幹部「五大老」の一人。『人が苦悶と流血の中死んでいく様を見ないと食欲がわかずに食事ができない』という悪趣味な極度のサディストで、闘士の家族を人質に取って殺し合いを強制したり、危険な罠を多数備えた「奇譚城」にて障害物競争を開催したりしていた。戦時中に風助と接触があり、その際に右頬に傷を付けられたことから逆恨みしている。その風助が障害物競争に参加したと知ると優先して通し、罠で彼らを殺せないと見ると、記憶を失った所を闘士に雇っていた紅を差し向けた。だが黄純と赤雷がやられた振りをして観覧室に侵入、彼らに焼死か凍死かの二択を迫られる。一人だけ死ぬのを嫌がって、記憶を取り戻して風助と闘おうとしていた紅を射殺し、皆を激怒させる。風助もとうとう殺意を堪えきれず、「この腐れ外道があ！！」という言葉と共に思い切り顔面を殴られ、首がちぎれて死亡。
イケイケ団
長流村（風助の故郷）近辺に屯する、恥ずかしいチーム名の不良5人組。風助達が奇譚城障害物競争の賞品として得た米を持ち帰る際、それを奪おうと背後から襲い掛かるが、振り返りすらされずに返り討ちにされた。

## セカンドステージ

### 「夜叉」連合軍
「YASHIRO」と「SYARAKU」二つの大名の軍が合併して誕生した組織。かつて将軍家の部下だったが天下を盗ろうと企む者達の一派で、それらの中では最大級の勢力。他勢力の武力強化を防ぐべく鎖国を敷いており、将軍命令での渡航から戻った者達までも多数処刑されている。

#### 夜叉蝎
夜叉蝎（やしゃかつ）とは「夜叉」連合軍の市中見廻り部隊。舶来品を持っているだけでも問答無用で密貿易犯として斬殺し、まさに蝎（サソリ）の如く忌み嫌われている。「キル・ザ・キング事件」と「アウトランドの大乱」の発生後は、部隊は壊滅している。
壊水郎（かいみろう）
夜叉蝎隊長。アウトランドを潰しに赴いた際、自分が転んだ所を笑った部下全員を（たまたま場を外していた乱黄と、笑わなかった縁殺を除いて）斬殺してしまった（キル・ザ・キング事件）。その後、交渉に出向いた草紅を殺そうとするが風助に阻まれ敗れる（アウトランドの大乱）。
『干支忍編』では登場していないが、銅朱と黄ノ助の会話で名前が挙がっており「（行方は不明だが）忍空使いに復讐するべく、どこかで剣の修行でもしているのではないか」と語られている。
乱黄（らんき）
夜叉蝎第I期長。「アウトランドの大乱」で橙次に敗れる。
縁殺（えんさつ）
夜叉蝎第III期長。「アウトランドの大乱」で藍朓に敗れる。
黄ノ助（こうのすけ）
夜叉蝎密偵。
「夜叉蝎」壊滅後は、夜叉連合の密偵頭に就き、銅朱のサポートを行う。

#### その他の「夜叉」メンバー
典桃（てんとう）
「夜叉」連合軍第二支部軍隊長。市民から食糧はおろか来年用の種子まで奪うような非道を平気で行い、自分用の食糧を奪うためだけに風助の両親を射殺した事もある。橙次の元同級生だが、旧交を温める振りをして彼を睡眠薬入りの酒で眠らせ、その隙に村から略奪しようとした。風助の両親の事を知った橙次に無理心中されそうな騒ぎの末に部下達は退散、典桃自身は気絶したまま置いて行かれたが、その後どうなったかは不明（風助は橙次に仇討ちを促されたが拒否した）。

### アウトランド
MUROMACHI幕府治世下で唯一、海外との交流が許されていた地域（長崎の出島がモデル）。「夜叉」はアウトランドに海外から強力な武器が輸入される事を恐れており、潰そうとしている。
草紅（そうこう）
蘭方医。医療使節団の一員として外国に行った際に外国の進んだ文明を知り、国を守る為に命を賭けて密貿易を行っている。かつて兄二人と共に医学使節団として外国に行き、帰国時に夜叉蝎に兄二人を殺害されアウトランドに流れ着いた過去を持つ。
密貿易の阻止と偶然アウトランドにやって来た風助達の討伐の為に乗り込んで来た夜叉蝎に単身で追い返す事を試みるが、殺害されそうになった所を風助達に救出される。
怜玉（れいぎょく）
草紅の助手を務める蘭方医見習の女性。草紅を医師として尊敬すると同時に特別な感情を抱いている。

## セカンドステージ・干支忍編

### YASHIRO
「SYARAKU」とともに「夜叉」連合軍を構成する二大勢力の一つ。
銅朱（どうしゅ）
夜叉連合軍・第一軍司令長官で、YASHIRO家に仕える筆頭家老家の第26代当主。炎の中に龍を見ることができる「辰」の干支忍で、干支忍の中でも最強の実力者。常に頭を左右どちらかに傾げる癖がある。
YASHIRO家による天下統一を目指す野心家であり、そのためならば他人の命を奪うこともいとわない非情な性格。また、自分以外の干支忍全員の抹殺を計画している。
「銅朱」の名は筆頭家老家の当主に代々継がれてきたもので、幼名は「明幸丸（みょうこうまる）」と言った。貧しかった生家から母方の叔父に当たる先代銅朱の養子に出され、極度に厳格な教育を受けており、その教育の一環で忍空使いから修行を受けた後、炎龍が見えるようになり「辰」の干支忍となった。その際、偶然銅朱の住む屋敷に入りこんだ風助と接触し「命」の温かさを教わった経験がある。
求煉の塔では風助と対決。圧倒的な力で風助を苦しめ、風助を救いに来た赤雷・恍然宗の聖僧を一蹴した。赤雷に「忍空とは人を救う為の格闘技」と説かれるが、耳を傾けず「己が神になる為に忍空は存在する」と発言した事から炎龍が赤雷に移り、自身は龍が見えなくなってしまう。その後風助からも「忍空は心から愛する人の為に使うべき」事を説かれるが、最期まで考えを変える事無く「龍が選んだ干支忍達をあの世から見届ける」と言い残し自害する。
麗朱は「紛れも無く現在この世で最強の人間であり、違う境遇が与えられていたならば、かけがえの無い人間になっていた」と語り、その死を惜しんだ。
『ファーストステージ』では一切登場しておらず、赤雷以外に「辰」の干支忍が居たということも語られていない。
灰源（はいげん）
夜叉連合軍・第二軍司令長官で、YASHIRO家の家臣。反戦派であり、人命を尊ぶ人格者。銅朱が全ての元凶だと知り、袂を分かとうとしたが、その直後に彼の炎を顔面に受けて殺害される。

### 恍然宗（こうさしゅう）
作中で最も大きな勢力を持つとされる宗教集団。当初は中立の立場を保っていたが、ある時から夜叉連合軍と同盟関係を結び、干支忍達の抹殺を計画する。戦闘を行うことのできる僧兵を擁しており、僧兵の中でも「己天（きてん）」と呼ばれる特殊な術を使用することが出来る僧を「聖僧」、さらに「己天」を発展させ新たな技を編み出した僧を「大聖僧」と呼んでおり、求煉の塔と呼ばれる聖地で修行を積んだ経験を持つ。「聖僧」以上の使い手達は自身の顔に独特のフェイスペイントを施しているのが特徴で、ペイント模様はそのキャラと設定に共通点のある実在の覆面レスラーのマスクのデザインをアレンジした物が使われている。多くの聖僧、大聖僧が干支忍達に送り込まれたが全て返り討ちにされ、求煉の塔も銅朱の炎により炎上、崩壊した。

#### 幹部
座主（ざす）
恍然宗の頂点に君臨する者。座主本人は既に殺害されており、現在の座主は銅朱が金で用意した偽者であり、座主になる以前は普通の生活を送り息子や娘もいた模様で、自身が背負った借金の為に偽者の座主になった事が本人の回想シーンで明らかになる。
恍然四天王の全滅後、とある宗教的な建物で部下の僧から戦況の報告を受けたようなシーンがあるが、その後は不明。
火涼（かりょう）
座主側の元中心人物で、火瑠の父親。「恍然の武術は世に災いを招く」と考え火瑠に忍空を学ぶ事を勧めた。
火明（かみん）
火瑠の祖父。
水鳩（すいきゅう）
恍然宗の幹部。かつては座主候補のうちの一人だったが、ある時を境に急激に体調を崩し、現在では車椅子での生活を余儀無くされている。現在の座主を心の底から憎んでおり、またその座主が今では偽者が成り代わっている事も見抜いているが、自身が愛した恍然の為に彼に協力する。
求煉の塔では自らの弟子である恍然四天王に干支忍達の討伐を命令する。その後一人の僧が恍然四天王の全滅を伝えに来た際、眠るように安らかな表情でこの世を去った。

#### 聖僧・大聖僧
恍然宗の聖僧
風助たちが初めて出会った聖僧。本名は明かされていない。口から発する特殊な音で催眠状態を生み出し、自身や相手の筋力を操作する「己天」の術を使う。
過去に戦争で両親を失った悲惨な経験から「美しすぎちゃってどうしようもない世界」を作るために弟の藤次とともに恍然宗に入り、以来兄弟の縁を断ち切って一人修行の日々を続けていた。
風助と出会って共感を覚えるも、忍空抹殺の命を座主から受けていたため対決。風助を「己天」で動けなくするが、風助は姿を隠したまま気配を断ったため互いに長時間術に集中した末、聖僧は体力が尽き死亡。しかし風助が事前に施した術「空天甦」で奇跡的に甦り、彼と風龍に生かされたと知り負けを認める。
求煉の塔では自らも刺客に追われる身になりながらも、銅朱に苦戦する風助の前に登場。銅朱を「己天」で動けなくさせ、風助を危機から救うが力及ばず銅朱の炎による容赦ない攻撃に倒れた。
フェイスペイントのモチーフは、ミル・マスカラス。
藤次（ふじつぐ）
恍然宗の聖僧の弟。兄と同じく恍然宗に所属している聖僧であり、「己天」の使用も可能。その実力は兄よりも上であるとされる。
兄の仇として忍空を狙い、黄純を追い詰めるものの、林慶の鉱物化された身体には敵わず敗北。その後、蘇生した兄と再会したことで仇討ちを辞め、大聖僧の存在を言い残し、兄とともに去って行った。
その後、求煉の塔では刺客に追われる身でありながら風助の前に現れ、麗朱が囚われていると思われる場所を教え、その場から去った。フェイスペイントのモチーフは、ドス・カラス。
阿武礼由（あぶれいゆ）
恍然宗の大聖僧。「己天」のほかに、対象の視覚を封じて暗闇同然の状態にする「暗恐（あんきょう）」の技を持つ。少年時代に飢えの余り人の命を奪った経験があり、金と酒への執着が非常に強い。だまし討ちや、相手の視界を奪った状態で大勢の部下に文字通り「闇討ち」させる戦法を得意とする卑劣な性格。
赤雷を捕え、救出に向かった風助と闘い追い詰めるが、山吹の援護で光を取り戻した風助に部下を全員倒される。降参を装い、油断した風助に「己天」を仕掛けて形勢を逆転させるも、意識を取り戻した赤雷に背後から背骨を折られ死亡。ペイントのモチーフは、ビジャノで、彼の部下たちも同じペイントを施している。
亜裂駆子（あれっくす）
素行の悪さと盗癖持ちのため破門された、元・大聖僧。少年時代に信頼する父親に見捨てられ、戦地に置き去りにされた過去を持つため、非常に捻じ曲がった自分勝手な性格をしている。自分を救ってくれた座主を「お父さん」と呼び、彼に対しては絶対の信頼を寄せているが、それ以外の全てのものを憎んでいる。念じたものを破壊、破裂させる技を持つ。
落石を起こして山吹のリヤカーを盗んだ後、火瑠とその先輩を通して干支忍抹殺の指令を受け、リヤカーを囮に風助を誘き出す。だが戦場に選んだ村を踏みにじった事で火瑠をも敵に回し、火瑠の先輩からもまず自身の過去を乗り越えるべきだと諭されるが、「自分がどうしようとあの連中（恍然四天王）が動けば時間の問題」と吐き捨てて去った。

#### 恍然四天王
水鳩の直弟子で、恍然宗の中でも最強と言われる四人。求煉の塔にて干支忍達と死闘を繰り広げるが全滅。
甫瑠辺（ほるへ）
大聖僧。「恍然四天王」の1人。小柄で猿のような外見とオッドアイが特徴。普段は多くの猿と共に生活している。物の重力を自在に操りスポンジのように軽くすることができる「軽虚（けいこ）」の技を持つ。
父親（名前不明）はかつて水鳩側の中心人物であったが、火涼ら現座主側によって追放された。路頭に迷った挙句に甫瑠辺は父に捨てられ、水鳩に拾われ鍛えられた過去を持っており、求煉の塔では火涼の息子である火瑠と因縁の対決をする。「軽虚」と得意の素早さを活かした体術で火瑠を追いつめるが、火涼が創り上げた像に宿った強大な霊力を使った起死回生の「空霊弾」を受け敗れる。最期は仲間である猿達に看取られながら息を引き取った。
雌流棄（めるき）
大聖僧。「恍然四天王」の1人で、唯一の女性（そして、原作で干支忍と直接対決した唯一の女性）。かつて実の母親に虐待を受け続け、思わず反撃して殺害してしまったという過去を持ち、女であることを捨てて恍然の門を叩く。本来、恍然は女人禁制だが、その覚悟の強さから特例として入門を許され、水鳩のもとで修練を積み恍然四天王まで上り詰める。幻術の使い手で、誰しもが持つ過去のトラウマを呼び起こし、迫り来る全てのものをその対象に見せかける「現昔（げんじゃく）」の技を持つ。
求煉の塔では二番手として登場し、お師さんの救出に駆けつけた青馬と対決。青馬が片目と友人を失う原因となった川の氾濫の幻を見せつけ、その隙を突いた肉弾戦で彼を追い詰めるが、青馬が亡き友の言葉を思い出しトラウマを克服したことで技を破られる。その後、現れた緑里の優しさに触れ、わずかに顔をほころばせるが、自身の愛した恍然を守る礎となる為、用意しておいた手榴弾を使って自爆。二人の説得に耳を傾ける事無く、壮絶な最期を遂げる。その際に、女性であるが故の非力さは自覚しており、自身の力では干支忍を食い止められないことも認めた上で戦いに臨んでいた事が告げられている。
磨阿狗（まあく）
大聖僧。「恍然四天王」の1人。無精ひげを生やしており、頭にはバンダナを巻いている。女・酒好きな性格。体内で電気を起こし相手を感電死させる「痺電（ひでん）」の技を持つ。
求煉の塔では三番手として登場。黒楼と一進一退の攻防を繰り広げ、風助とも接触。黒楼が自らの病に苦しみ戦線離脱した事で風助と戦闘寸前に至るが、最終的には藍朓と共に到着した橙次と対決する。戦闘シーンは描かれなかったものの、木にもたれるように倒れているシーンがあり、水鳩に戦闘の様子を伝えに来た僧の口から橙次に敗れ、重傷を負ったことが明らかになった。
伽幅於（かのお）
大聖僧。「恍然四天王」の1人で水鳩の実弟。かなりの巨漢で、壮年以上の年格好ながら未だ体の成長が続いているという。「フォッフォッ」「バァッバァッバァッ」などと特徴のある笑い方をする。兄に万一の事があった場合に備え、恍然の今後について記した書類を預かっている。
求煉の塔では四番手として登場。風助・黒楼・磨阿狗の前に壁を破壊し乱入する形で登場した。風助と戦闘寸前に至るが、最終的には橙次と共に到着した藍朓と対決する。戦闘シーンは描かれなかったものの、顔面から血を流し眼を開けたままでいる状態のシーンがあり、水鳩に戦闘の様子を伝えに来た僧の口から藍朓に敗れ、磨阿狗と同様に重傷を負ったことが明らかになった。

### 細菌兵器研究所
青馬達が住む村の上流、滝の裏に隠れて実験室を設け、細菌兵器を開発していた輩。雇われている護衛は元々窃盗や恐喝を生業にしていた無法者達で、全員シャツに迷彩ズボンと長靴といった服装のほか、ドクロ型の分銅と柄尻が尖った柄を鎖で繋いだフレイルで武装している。実験室を見付けた上太郎達を口封じに抹殺しようとしたが、風助や青馬らに阻止され、菌や施設は青馬によって始末された。
博士
研究所の首謀者で、作中で確認できる唯一の研究員。刈り上げたおかっぱ頭の小柄な中年男で、頻繁にペロペロキャンディを舐めている。彼の開発した細菌兵器はノミやネズミを媒介にペスト菌をばら蒔くという物で、使い方によっては2週間弱で数万人殺せるほど強力。これを天下分け目の際に勝ちそうな勢力に売って巨額の富を得ようと企んでいた。風助と青馬が護衛を追い詰めると菌の試験管を持ち出し川に流すと脅したが、駆けつけた藍朓と橙次に菌を奪われ、青馬に空雷掌の一撃を喰らう。「二度とこの川に近づくな」と言われ逃げ去ったが、懲りずに彼ら忍空使いの殺害を土紋に依頼した。
怪力ブラザーズ
博士が雇った護衛の中で特に高い実力を持つ2人組の兄弟。弟は一見肥満体で口にマスクのような物を着けているが、実は特殊樹脂のラバースーツを着ており中身は兄と瓜二つである。兄は旧知の仲である黄ノ助から夜叉蝎壊滅の詳細を聞いており、上太郎達の抹殺を止めに駆けつけた風助や青馬をその張本人である忍空だと気付き、逃亡を図るが博士から当初の千倍の報酬を出すと持ちかけられ、弟のラバースーツに水を吸わせて十倍に膨れた塊をフレイルに繋いだ巨大ハンマーで再度挑む。だが風助の空圧拳で塊を粉砕され、続いて博士の菌を使った脅しも無駄に終わると博士を見捨て逃げ去った。

### ROKUDA領
土紋（どもん）
ROKUDA軍の軍隊長。剣の達人で、棒手裏剣と着脱可能な双剣「両刃刀（りょうじんとう）」の使い手。「痣刃族（しじんぞく）」の至宝・妖刀「源闇丸」に心酔している。かつては強盗団を率いており、アルーベの故郷を襲って源闇丸を見つけた際に自分の仲間を試し斬りし、偶然アルーベの家族を殺した直後の仲間を彼の前で斬った為に恩人と思い込まれた。細菌兵器研究所の博士からの通報で風助一行を発見した際、最初は自分の部下にしようとしたが、彼らが幕府と繋がりのある麗朱の弟子と知ると抹殺に転じる。アルーベに忍空が家族の仇だと嘘を吹き込み、源闇丸を握らせて痣刃族の力を目覚めさせ戦わせる。アルーベがダウンすると自ら戦おうとするが、風助に「お前は心が真っ黒でやり合う気がしない」と言われ戦意喪失。その後ROKUDA軍がMIMURA軍に降伏し、その条件に幹部の首を差し出す者達に自分が含まれると知らされ、源闇丸で自刃した。

#### 園芸農園のスタッフ
アルーベ
ヴェルの勤めていた園芸農園の代表を勤める男性。近いうちヴェルに求婚するつもりでいた。かつて土紋に命を救われた過去を持ち、彼を尊敬している（その真相は土紋の項を参照）。その力を幕府に恐れられ滅ぼされたといわれる痣刃族の末裔で、戦闘の技術や経験は持たないものの、源闇丸を手にした際には凶暴化し、凄まじい強さを見せた。最後の手段でヴェル＝緑里が放った空華忘を受け、鎮静するも、その代償としてヴェルとの記憶も失う。ただし空華忘が不完全だった為に記憶が戻る可能性もあるという。
ピノ
園芸農園を経営する老人。息子のアチェロが家を出たショックで呆けてしまい、農園のことはアルーベとヴェルに任せている。実際には既に正常に戻っていたがアチェロのことを引きずっていただけで、彼が戻って来ると元気を取り戻した。農園の権利はアルーベとヴェルの物とすることを条件に、息子の帰還を許す。
グリチネ
ピノの妻で、アチェロの母。呆けてしまったピノを献身的に支える心優しい老婦で、ヴェルたちにも信頼を寄せている。ヴェルの正体を知っても、旅立つ彼女に「干支忍の使命を終えたら帰ってくるように」と告げた。
アチェロ
ピノとグリチネの息子。都会に憧れて農園を飛び出してしまった。だが都会暮らしが上手くいかず、風助達と土紋の戦いの後に戻って来る。

### その他の人物
葵蓮（そうれん）
赤雷が居候している家に住む老婆で、世界的に有名な画家。山吹を男の子と間違えた。

#### 青馬と暮らす子供達
水害で家や家族を失い、青馬に引き取られて魚の養殖や川の手入れを手伝っている5名の子供達。名前の由来は「渓流」と釣具メーカー「上州屋」から。
渓子（けいこ）
5人中の紅一点。上流で事件が起きた時は流造と二人して家で待っていた。
流造（りゅうぞう）
丸刈り頭で眉の太い少年。渓子や上太郎に「流造兄ぃ」と呼ばれている。
上太郎（じょうたろう）
肌の浅黒い少年。州平や屋吉と川で釣りをしている最中に偶然風助を釣り上げ、顔の皮が吹き飛びそうなほど驚き一時寝込んでしまう。魚の奇形や流れて来たネズミの死体から上流の異変に気付き、州平や屋吉と共に細菌兵器研究所を発見するが3人とも護衛に見つかり口封じに殺されそうになる。だが青馬と風助に助けられ、留守中は川を自分達が守るからと青馬に干支忍としての出発を促した。
州平（しゅうへい）
つり目気味で野球帽を被った少年。
屋吉（やきち）
小太りの少年。風助を釣り上げた時は細い目を大きく見開いて驚いた。

#### 黄純のバンド仲間
水菜（みな）
黄純の恋人。黄純と同じバンドに所属しており、ギターを担当。『ファーストステージ』でも黄純の回想シーンにて婚約者として登場している。黄純が自分のわがままで戦場に慰問という形で面会に来てもらった帰りに事故で亡くなり、それが黄純にとって心の傷となっている。アニメでは名前が異なり、美雪という名前に変えられている。
桜堅（おうけん）
黄純の尊敬するピアニストで水菜の兄。誰もが認めるピアニストだったが、戦争で流れ弾を受けて左腕を失ってしまう。その後は自暴自棄に陥り、荒んだ生活を送っていたが、黄純の熱意を受けて再び音楽の道を志すようになる。黄純と同じバンドでボーカルを担当。黄純のピアノ演奏と水菜との交際を認めた直後、黄純を狙って外れた夜叉連合の中デブの狙撃に倒れたが、居合わせたベーシストの処置で命を取りとめた。実は黄純にピアノを弾く楽しさを思い出させてから見送りたかったことが、ベーシストを通して語られる。
ベーシスト（仮称）
本業は医者だが、黄純同様に桜堅のピアノに魅せられて彼のバンドに加わりベースを担当。中デブに撃たれた桜堅の命を救った。

## 読み切り作品

### 忍空 -NINKU-
風助
「EDO」の街で、新聞配達のバイトをしながら「忍空」の修行を続ける12歳の少年。幼い頃に山に捨てられており、竜道という忍空使いの青年に育てられた過去を持つ。困っている人を放っておけない心優しい性格で、兄のような強い男になることが夢。本編連載前に発表された作品のため、本編の風助とは設定やキャラデザインが若干異なる。
文紫（ぶんし）
「KURE」出身の忍空使いで、広島弁のような口調で喋る。36歳。かつて自分と戦い、10年後に再戦することを約束しあった男・竜道を探している。
竜道（りゅうどう）
忍空使いの青年で、風助の育ての親。風助からは兄のように慕われていたが、2年前に他界しており、作中ではすでに故人である。

## 『NINKU -忍空- ナイフの墓標』
麻琴（まこと）
声：林原めぐみ
天原村に住む赤いロングヘアの少女。風助の戦友だった栄治の妹で、佐吉とは幼馴染。螺旋龍率いる海賊達の目から身を守る為に帽子で髪を隠し、男性を演じていた。勝気かつ猪突猛進な性格で、負け犬や腰ぬけを嫌う。その性格もあり、螺旋龍打倒を常に抱き続けていた。周囲からの指摘や声に耳を聞こうとしない傾向があり、海賊のアジトに拉致され牢屋に入れられても単身で風助から受け取った亡き兄の愛用していたナイフで抵抗し続けた。風助の助力のおかげで牢屋から脱出、アジトから抜け出し待ち伏せしてきた螺旋龍に敵から奪った長剣で挑むも逆に人質にされてしまい、自身を救おうとした佐吉までも螺旋龍に殺されてしまう。
戦いが終わった後、麦わら帽子を被り、白いワンピースの姿で登場。村を一望できる丘の上に佐吉の墓を建て、彼が螺旋龍に使った兄のナイフを墓標にし、ヒンデンブルグ号で村を後にする風助達に感謝の言葉を贈しながら見送った。
螺旋龍（らせんりゅう）
声：谷口節
天原村を襲っていた海賊の首領。
漫画ではただの海賊で、「忍空組の隊長とも戦った事がある」と、眼前の風助達が当の元隊長達だとも知らずに虚勢を張った。
アニメでは元忍空組5番隊辰忍の生き残りで、大戦時反逆を起こし脱隊した。本人曰く「実力は副隊長にも負けなかった」らしい。物語終盤、斬りかかってきた麻琴を人質にとり、彼女を救出しようとした佐吉の首を切り殺害。これを見て勝身煙を上げた風助に空燃拳「螺旋拳」で挑むも全て空分身で避けられ、風助の空圧拳で吹き飛ばされ、風助・藍朓・橙次が自分と同じ元忍空隊で隊長格であることを知り、絶命した。
佐吉（さきち）
声：石田彰
天原村の住民で麻琴の幼馴染。非常に気弱な性格で、打倒螺旋龍に燃える麻琴とは正反対に「奴らには勝てない」と断言、絶望していた。海賊のアジトでは牢番に痛めつけられる麻琴を救おうと彼女が落とした栄治のナイフを握ろうとするもあと少し勇気が足りず、そのまま頭を抱えて自身に絶望してしまう。風助の助力で牢屋を脱出する際、風助に勇気づけられ、麻琴の兄のナイフを持ち脱出する。物語終盤で麻琴が螺旋龍の人質にされ、彼女を救おうとナイフで螺旋龍に斬りかかるも逆に螺旋龍に首を切られてしまう。自身に勇気があることに驚き、麻琴に患取られながら息絶えてしまう。
戦いが終わった後、村を一望できる丘の上に埋葬される。
大介（だいすけ）
声：城山堅
海賊のアジトに開拓奴隷として拉致された天原村の住民で、奴隷として拉致された住民たちのリーダー的存在。丸刈りで口ひげを生やし、丸眼鏡をかけていた。アジトに連れてこられ、螺旋龍に抵抗した仲間たちの死に様を目の当たりした為、反撃を呼び掛けた麻琴を酷く拒絶するも風助の戦う姿に勇気づけられ、牢屋を脱出。海賊たちに戦いを挑み生還、村に戻った。
中次（ちゅうじ）
声：大川透
大介と共に海賊のアジトに開拓奴隷として拉致された天原村の住民。首の付け根近くまである長髪が特徴。牢屋から脱出後、大介の制止の声を無視してアジトの船着き場に向かう階段を下るも、海賊たちの待ち伏せに遭ってしまう。直後に螺旋龍の一斉攻撃の号令が掛かり、仲間の元へ逃げ戻ろうとするところを海賊たちに斬り殺されてしまう。
小政（こまさ）
声：鈴木勝美
大介、中次同様に海賊のアジトに開拓奴隷として拉致された天原村の住民の一人。牢屋で麻琴に名前で呼ばれた住民の一人であるが上記２名とは違い、これといった特徴が無く、まともに登場していない。
暁海（あかつきうみ）
声：小関一
牢番
声：稲葉実
村人A
声：岡和男
老婆
声：種田文子
村人B
声：石田敦
栄治（えいじ）
麻琴の兄で風助達の戦友。故人。忍空隊の一人であったかは不明ではあるが、物語冒頭に映る風助の記憶では忍空隊の装束を着こなし、顔を忍空隊同様に包帯で隠し、愛用のナイフで敵を切り倒していく姿があった。また、風助たちに「自分が死んだら、自身が形見として愛用していたナイフを妹の麻琴に届けてほしい」と約束していた。
彼の愛用していたナイフは物語の中で重要なキーアイテムとなっており、作中でも麻琴と佐吉がこのナイフを使用して戦うシーンがある。このナイフは戦いの後、天原村を一望できる丘の上に作られた佐吉の墓の墓標になった。

## テレビアニメ版『NINKU -忍空-』
人物名（役名）はスタッフロールより。基本的に話の登場順に記している。
ナレーション：大滝進矢

### 帝国府

#### 闇の風水師
コウチン
声：谷口節
帝国府の黒幕である闇の風水師で、ダイオンに代わって帝国府を統括している独裁者。大僧正という地位に就いている。かつて麗朱と共に忍空を学んだ男。風助の母である山吹（漫画版の干支忍山吹とは別人）や麗朱の発言から元々「ハクヨウ」という名前であることが分かる。絶対たる力を持つ「天空龍」を欲し、そのために風助の母・山吹を誘拐したり、メキラの祖国を滅ぼした冷酷非道な男。戦いを終えた後麗朱は、真の目的は愛する家族を奪った天空龍に対する復讐のために行ったのではないかと風助達に語った。
なお風助達との最終決戦時には、アジラダの乗った飛行戦艦を雷の技（原作の申忍隊長青馬の空雷掌に近い）で撃墜したり、麗朱の空炎風砕には爆水飛掌（原作の亥忍が使う水の忍空技）を使っており、アニメには未登場だった干支忍の技を少し見ることができる。
老婆
声：鈴木れい子
第48話のみ登場。風助の母親を人柱として捧げる為、催眠術をかける。

#### 将軍家
ダイオン
戦時中の帝国府の総帥であり将軍。大戦勝利間近、病に倒れて息を引き取る。話のみの登場で素顔は明かされなかった。
アレク
声：亀井芳子
ダイオンの唯一の子であり、ダイオン将軍の2代目となる継承者。最初は帝都の将軍家の城にいて、城を抜け出して街に出た所を風助と出会い、互いの素性を知らずに友達になる。そのまま彼らと旅に出ようとするが、コウチンの策で首都のEDO城に幽閉される。キャラクターデザインを担当した西尾鉄也は、ゲーム『ポポロクロイス物語』のムービーで見た、ピエトロ王子をデザインベースにしたとインタビューで答えている。
双乾
声：中村秀利
亡きダイオン将軍の後、帝都を統括する。コウチンに軍事権を渡してからはコウチンに疑問を持つ。
爺
声：松岡文雄
アレクの唯一の相談相手でもありよき理解者。
護衛隊長
声：大滝進矢
帝都に強行突破しようとするメキラを説得しようと、帝都入り口で足止めする。

#### アジラダとその配下
アジラダ
声：西村知道
帝国府三大軍師の1人。階級は大佐。副将軍でもあり、帝国府ナンバー2の力を持っていた。スキンヘッドに口ひげを生やした小太りな中年であり、外観はステレオタイプな大日本帝国軍人そのものである。忍空討伐責任者に任命されており、「雷鳴拳」と呼ばれる格闘術と新型兵器を駆使して討伐を試みた。
将軍家に対して忠誠を誓っており、コウチンのことを気に入っていない。また、突然帝国府に現れ、三大軍師と呼ばれるまでになったバサラ（黄純）のことも気に入っておらず、陸上戦艦に閉じ込めて風助達共々爆殺しようとするが失敗した。
雷鳴拳を使って風助達との直接対決に敗れた後は帝国軍を離脱、新将軍（アレク）がコウチンに幽閉されると救出に向かい忍空と共闘する。風助に「助けに来てくれたのか」と言われ、「勘違いするな。今回はお前たちと目的が重なっただけだ」と突き放す発言をするが、風助達が先にコウチンの元へ向かうのを見送る際には心の中で、「死ぬなよ、風助」と気遣う言葉を発している。
基本的には新型兵器の使用と戦術を駆使して戦う描写が多く、部下の兵士に命令しうまく使って戦う人物のイメージが強い。しかし、洞窟で風助達と対峙したときは、雷鳴拳と呼ばれる拳法を披露、部下がすべて倒された後に一人で風助、藍眺、橙次と互角以上の戦闘を繰り広げたことから、格闘能力も相当高いことが分かる。
風助は彼のことを「アジとタラのオッサン」と呼んでいる。
第50話では、ふたたび旅に出る風助達をアレクや双乾らと共に見送っており、登場初期の厳しい表情は消え、穏やかな笑みを浮かべている。
ガウニー
声：北村弘一
自他共に認める帝国軍の天才科学者であり博士。20話より登場。アジラダを心より慕っており、大戦中に多くの兵器を開発し、当時のアジラダの戦果は彼の功績によるものが大きい。発明品として忍空が破壊できない特殊合金や陸上戦艦などがある。当初は風助達に対して高圧的な態度をとり、見下すような発言が多かったが、終盤ではコーチンを倒してアレクを救出するという目的で忍空と共闘することになったこともあり、接し方はやわらかくなっている。途中に置き去りにされていたヒンデンブルグ号も修理し、更にジェットエンジンを積むなどの改良を施し、風助達へ渡した。自身のことを「この天才科学者ガウニー」と発言することが多い。アジラダが帝国軍を去って将軍家に付いたため、自身もお供をする。
リー
声：千田光男
第2話に登場した帝国府第8駐屯施設所長。口ひげと右目の眼帯が特徴。風助達をおびき寄せるため、タケシ達を囮として連行した。討伐隊が到着まで足止めをするよう警告するアジラダを無視して、手柄を自分のものにしようと風助と藍朓を仕留めようとする。対忍空用防御スーツまで着て対抗するが、空圧拳で簡単に倒される。
大隊長
声：渡部猛
第3話登場。帝国府にいた頃の橙次の上官。左肩に帝国府の紋章の入れ墨を入れている。帝国府より忍空狩りの指令を受け大隊を率いて、村のホテルを司令本部占拠し、村全域を捜索していた。忍空狩りの指揮している人物がアジラダであることを部下だった橙次に話してしまい逃げられる。風助達を追うが、逆に空蛇裂をまともに喰らい手下共々倒された。
フンボルト
声：藤本譲
第4話から登場。アジラダの側近で階級は中佐。
第4話では大軍勢を率いて風助達を探していたが、バサラの精鋭隊に出し抜かれてしまう。そのことをアジラダへ謝罪に来たバサラ（黄純）に対し、ヘアースタイルなどを軍人として相応しくない、軍を私物化している等と痛烈に批判した。風助達と交戦するも風助によって軌道を逸らされたメガロ砲の弾頭が要塞城に命中し重傷を負う。その後、風助達とバサラの前に現れ、バサラに会話の内容を問うが殺された。
ラムダ
声：大滝進矢
アジラダの副官。階級は少佐。眼鏡をかけている。フンボルトが倒された後の指揮官を担当した。何度か風助達の前に立ちはだかるが、いずれも失敗に終わっている。
アジラダの命により、風水の谷を雷鳴拳の修行として使うべく部隊を率いて進撃していた。梅千代を拉致して拷問にかけ、道案内をさせようとするが、助けに来た赤雷に敗れた。また、作戦行動中に上官のアジラダが帝国軍を追放されたため、自身も反逆罪に問われ部下共々、メキラの部隊に連行される。

#### バサラとその配下
バサラ
声：松本保典
帝国府三大軍師の1人。階級は大佐。詳しくは忍空の関係者を参照。
リーダー
声：福田信昭
バサラの精鋭隊隊長。第4話と第5話登場。栗毛のオールバックの男で、部下の防御スーツは灰色だが彼のものだけ白い。使用武器は鞭。バサラの命令で心の家を襲撃し、風助を痛めつけた。しかし、風助を庇おうとしたマザーを射殺したため、そのことに激昂した風助に空圧拳で倒される。風助にアジラダがムルブ砂漠にいることを教えたあと、自分達を殺そうとしなかった風助の意に反し、舌を噛み切って自決した。
副官
声：宮本充
バサラの側近で、彼に戦況報告などを行う。第5話より登場。忍空討伐のために精鋭隊を派遣したことを疑問に思い、バサラに理由を問う。彼に限らず、バサラの城にいる軍人は緑色の軍服を着用している。

#### メキラとその配下
メキラ
声：平松晶子
三大軍師の1人で紅一点。階級は大佐。幻術を操る「水晶眼」を持ち、赤髪のショートカットをしている。実は南方の王国「シメール」の王女で、赤い髪は王族の証である。部下は王家の家臣だった女性だけで構成されており、そのほとんどは幻術を使える。酒を手放さない。自由気ままな性格で、突然いなくなる癖があり、毎回部下達は必死で探している。
風助と最初に対峙したときには戦わずに去り、二度目と三度目に遭遇した際に戦闘になった。最初の遭遇時には風助が「あいつ、とんでもなくつええやつだぞ」と発言しており、戦闘では二回ともに風助と対等に戦っている。少女時代に燃え盛る城の中で両親を殺されたトラウマからか、至近距離の炎に怯えて動けなくなるシーンがある。コウチンとの最終決戦時に、自分が利用されていたことと、祖国を滅ぼした張本人がコウチンであることを知り激怒しながら戦いを挑む。善戦するも不意をつかれ、自身が取り出したナイフをコウチンに奪われそのナイフによって重傷を負うが生き残り、風助がコウチンを倒した後は風助達に礼を伝えた。王国「シメール」は、メキラの回想シーンでは滅ぼされたような描写であるが、メキラが「祖国へ帰り、何ができるのか考えてみるつもりだ」と発言している。風助との最後のやり取りでは、今後は酒を断つ決意をしたような描写がある。
アイーダ
声：藤木聖子
メキラに忠実な部下の1人。22話より登場。短髪で、筋肉質で勇ましい外観をしている女。コウチンによってメキラの有能な部下が、犬忍討伐のために操られていく中、唯一生き残った。コウチン討伐後はメキラと共に故郷に戻った様子。
レイラ
声：佐藤しのぶ
メキラに忠実な部下の1人。22話より登場。金髪のロングヘアーで、前髪を「ぱっつん」にしている女。忍空討伐部隊の地区司令官であり、階級は少佐。拳銃とくないを武器にして戦う。
24-25話、風助達が滞在するゲンレン山北部の町へ部隊を率いて訪れる。反帝国軍組織ヒカリのメンバーである朱美を殺害するよう、玲児に自らの拳銃を差し出すが、逃げられる。その後、風助達の潜伏先を探し出し、ヒカリのメンバーに催眠術をかけて襲わせる。だが、風助が術を使って彼らの催眠を解いたため失敗。自ら部隊で風助達を包囲し、最後のチャンスとして自らの手で反逆者を処刑するよう町長に拳銃を渡す。だが、町長は葛藤の末に、レイラに銃口を向けて発砲。それをきっかけに、風助達と乱戦になり、情勢が不利になったところをメキラに助けられて撤退する。
その後も度々、風助達と交戦する。
リリ
声：天野由梨
メキラの忠実な部下の1人。第32話から登場。
メキラの命で、双子の姉妹であるサラと共に赤雷を笛の音色による催眠術で操り、放火をさせたり風助達を襲わせたりした。だが風助のハーモニカで術を乱され、正気に戻った赤雷に撃退される。
その後もメキラの世話役などで度々登場していたが、46話のアイーダの台詞になると、コウチンの直接命令で忍空討伐任務に向かわされたようで、以後登場することは無かった。
サラ
声：天野由梨
第32話のみに登場したリリの双子。リリと協力して風助達と交戦するも敗退。以後登場することはなかった。
影阿弥（かげあみ）
声：佐藤しのぶ
46話にて忍空討伐のために現れた女。道着にネコを模したドミノマスクをかぶった格好をしている。武器として「影縫いの槍」を使い、これに影を刺された者は、身体が動かなくなる。その原理は、槍の動きで相手に催眠術をかけて、影に当てることをきっかけに、動けないようにしている。
風助達と紫雨がいる干支忍集合予定の場所に現れ、紫雨の部下である疾風（はやて）を目の前で殺害した。藍朓・橙次を槍で動けなくしたあと、風助と戦う。だが、風助の策で、動けなくすることに失敗し、空圧拳で仮面を破られる。
その正体は、コウチンに操られたレイラ。風助を背に落下した際、自らの腹部に槍を貫通させて風助にとどめをさそうとするが、貫通する前に紫雨の捨て身の体当たりで妨害された。死に際、正気を取り戻し、コウチンに注意するよう、メキラを按ずる言葉を発して、息絶える。
戦闘序盤では風助達3人と紫雨が使役する犬を相手に互角の攻防を展開しており、コウチンに操られることによって、かなり高い能力を発揮していることが分かる。

#### その他
沙也香（さやか）
声：土井美加
帝国軍特殊部隊「くのいち隊」隊員。9話と10話登場。大戦中は「きよてる（声：林原めぐみ）」という息子と暮らしていたが、住んでいた街が帝国軍の空襲に遭い、その混乱で生き別れになる。自身も生き埋めになっていたところをくのいち隊に助けられ、自分と同じような境遇の人を減らしたいという思いから入隊した。
単独任務中に倒れたところを風助に助けられ、彼に息子の面影を重ね合わせて愛着を持ち、山小屋にて二人で過ごす。ミカとエミに呼び出され、風助が忍空であり、彼を毒を塗った剣で殺害するよう命令される。任務を遂行しなければ自分の立場が悪くなることと、息子と同じ子供を殺害することのジレンマに苛まれる。隊長のマキから帝国軍が息子を発見したと告げられ、「帝国軍のため、親子の幸せのためには殺すしかない」と言われ、風助を毒が塗られたナイフで刺してしまう。だが、それが嘘であることをマキが明かすと激昂し、彼に剣を向けて殺そうとする。実際には風助は刺された部分を変わり身の術で防いでいたため、無傷でありマキの部下が沙也加に襲いかかる寸前に飛び出し、部下を次々と倒していった。しかし風助が隙をつかれる形でマキの鎖で身動きがとれなくなり、その風助を庇おうとし、マキの鎖鎌を胸に受け致命傷を負う。意識が薄れていく中、風助に「一度だけ、かあちゃんって呼んでくれる？」と言い、風助の「かあちゃん」と呼ぶ言葉を聞くと、「ありがとう、風助くん」と満足した笑みを浮かべながら息を引き取った。
マキ隊長
声：牛山茂
特殊部隊「くのいち隊」隊長の男。ツバが一部欠けた帽子をかぶっている。風助殺害をためらう沙也香に「帝国軍が息子を発見し、とある施設で育っている」と嘘をついた。また、部下のことを「何もなかったこいつらに生きる方法を教えてやった」と言う等、冷酷非情な性格をしている。風助を鎖鎌で追い詰めるが、庇おうとした沙也香に鎌が命中してしまい、そのことに風助が憤怒。空子旋で鎖を破られたうえ、空圧拳で倒された。
ミカ
声：藤木聖子
特殊部隊「くのいち隊」隊員。茶髪の女で、後ろ髪をおさげ1つに束ねている。沙也香の先輩で、大戦中に生き埋めになっていた彼女を見つけた。常にエミとペアで行動し、風助を殺すよう沙也香に促す。沙也香との会話によると、彼女ら隊員は戦災がきっかけで入隊した。嗅覚に優れており、沙也香のバッグに縫い付けた匂い袋を辿って、逃走した風助達の居場所を見つけた。後に他の隊員共々、風助に倒された。
エミ
声：佐藤しのぶ
くのいち隊隊員。ミカと顔が似た、栗色の髪の女で、ミカとは前髪が対称になっている。おさげ髪が2つである。ミカに比べて沙也香につっかかった言い方をする。他の隊員と同様、風助に撃破された様子。
風神の龍
声：沢木郁也
第15話登場。岩石島を拠点にする族の長。体に龍の入れ墨がある。橙次が出会った少年「大空」の姉「はるか」に結婚を迫っており、そのことを知った橙次と岩石島で対決する。大地の龍を自在に操ることができ、橙次が突こうとした大地の穴（けつ）を移動させて苦戦させたが、龍の動きを読みきった橙次の空蛇掌によって倒された。死に際に「俺の力はこれだけだが、風神の森に行けば巨大な龍の力を得ることができる」と伝え息を引き取った。
赤染の門左衛門（あかぞめのもんざえもん）
声：大滝進矢
第42話登場。通称、忍空切りの男。風神家一刀流（ふうじんかいっとうりゅう）の使い手で自身の名前を世の中に知らしめる為に、何人もの忍空使いを切ってきた。橙次と藍眺の二人を切り（実際には無駄な戦いをしたくなかった二人がやられたように見せかけた）、草太にも重傷を負わせてとどめをさそうとするが、助けに来た風助に邪魔され戦闘になる。風助の空手裏剣を刀で叩き落とし、空圧拳も切り裂くなど圧倒する。終盤、風助の実力を認め最高奥義「風神切り」を繰り出して風助を追いつめていく。しかし、風助の「疾風陣」によって、刀に集めた気を散らされて、更に刀を砕かれ最後は空圧拳を額に受けて敗北した（生死について明確な描写はない）。
忠太（ちゅうた）
声：高山みなみ
第44話登場。鹿間流に所属する手裏剣使いで風助と同じくらいの年の少年。合格することで里を出ることを許される試験で風助達と戦うことになった。風助に一対一の戦いを挑むが、軽くあしらわれた上に木に頭をぶつけて気絶し、風助に介抱され身の上話をして打ち解ける。その後、元々風邪気味だった風助の容態が悪化したため、町へ薬を買いに行き、たまたま出会った藍眺と橙次に薬を託したものの、自身は裏切り者として鹿間流忍者に捕らえられてしまう。自分が赤ん坊のときに捨てられていたのを拾い、育ててくれたという話を信じ、頭の虎児（とらじ）を慕っていたが、その話は嘘で赤ん坊がいる村からさらってきたと聞かされると、「ちくしょー！」と叫び悔しさをあらわにした。最終的に風助達が忍者集団を倒し、残りが虎児一人になったときに、「自分にやらせてくれ」と言い、風助の援護もあったが、虎児を追いつめて負けを認めさせた。物語のエンディングでは、里を無事に出ることができたようで、自分がさらわれた村へ行き必ず母親を見つけると言い、風助達と別れた。
虎児（とらじ）
声：二又一成
第44話登場。鹿間流手裏剣使いの頭。帝国軍からの報償金目当てに風助達を狙う。一度目は襲撃するも逃げられたため、里穂子を人質として風助達に決闘を申し込み誘き寄せた。実際に決闘とは名ばかりで、誘き出した場所に捕獲用の罠をしかけ、生け捕りにするという卑怯な作戦であり、それを知った忠太から「堂々と決闘するんじゃないんですか！やめてくれ！そんな卑怯な真似するなんて！」と言われるが、聞く耳を持たず、更に「お前は実はある村から俺がさらってきた」と忠太の身の上を話し絶望させる。しかし、風助達はとっくに到着して物陰から話を聞いており、罠を土で隠している最中に風助の空手裏剣によって罠を発動され、数人の部下が罠に捕らわれる形となった。その後、風助達に挑むが部下はあっけなく倒され、自身も風助の援護を受けた忠太によって喉に飛びくないを突きつけられる状態に追い詰められ、最後は「まいった」と言い敗北を認めた。
キイス所長
声：大滝進矢
首都周辺の関所の所長。変装し検問を通過しようとした風助達に一人疑問を持つ。風助達を尋問した際、「音楽団と言うからには演奏してもらわんとな」と言い、自分達は帝国軍慰問音楽団だと主張する風助達に演奏する場を用意し、しっぽをつかもうとする。しかし、予想外に風助のハーモニカでの演奏が上手く会場が感動の拍手につつまれた結果となり、疑問の目を向けながらも検問所の通過を許可する。最終的に風助達の変装がばれ、「やはりくせ者だったか！絶対に逃がすな！」と叫び、検問所の橋を上げさせて風助達の脱出を阻もうとするが、突破を許した上に、橋や重火器などを橙次の空蛇裂で破壊され、唖然としてその状況を見つめていた。
副官
声：大滝進矢
第47話のみ登場。コウチンの命令により通常の３倍の軍事力で、風助一行の行く手を阻む。しかし、アジラダが襲撃してきたため混乱する。
一般兵
声：西村知道（第3話）、宇垣秀成（第6話）、石田敦（第6話）他多数
帝国府の一般的な兵士。いわゆる忍空シリーズの雑魚敵。黒いヘルメットにそれぞれ赤・白の上下の軍服を着ている。話によっては個性がある者もいる。
隊長
帝国府の一般的な隊長。話によっては少尉、中尉、大尉、指揮官など様々な呼ばれ方をする。基本はグレーの帽子と上着に、白のパンツ、軍刀を差すというスタイルをしている。

### 一般市民
亭主
声：増岡弘
第1話登場。パン屋の亭主。ヒロユキにパンをただ食いされ、おしおきとして風助とヒロユキを木に縛った。ただし、縛ったのは忍空の残党から風助達を遠ざけるためでもあった。その後、忍空の残党に店を破壊されてパンを強奪され、暴行を受けたうえ娘の美香を誘拐される。その後、娘を救出した風助に感謝していた。
女房
声：滝沢久美子
第1話登場。亭主の妻。
美香（みか）
声：岡村明美
第1話で登場した亭主の娘。木に縛られていた風助に食べ物をあげ、友達になる。忍空の残党に誘拐され商人に売り飛ばされそうになったが風助に救出される。風助が忍空であることを村人に話してしまい、村人達が風助に嫌悪感を持つ中、店のパンをあげて村を出る風助を見送る。
老人
声：峰恵研
第1話登場。村人の老人。帝国府が流布している忍空の恐ろしさを風助に説いた。
タケシ
声：菊池正美
第2話で登場した青年。実家が小さな農家で生活に困窮し、帝国府への食料供出を免除してもらうため、兄弟3人で忍空の残党を探していた。お腹を空かしていた風助に自分の昼飯を食べさせた。後に帝国軍に引き渡した藍朓を逃がしたことを知ると、風助達に銃口を向けるも逃げられた。その後、リーによって忍空をおびき寄せる囮として兄弟共々連行され、そこで風助達が悪人でないことを知り、リーに襲いかかるが逆に処刑されそうになる。だが、風助達に救出され、帝国府と戦うことを誓う。
マツオ
声：石田彰
第2話に登場タケシの兄。茶色のジャケットを着ている。ウメタと共に藍朓を捕まえ帝国軍に引き渡していたが、風助によって逃がされる。
ウメタ
声：高山勉
第2話登場のタケシの弟。帽子とオーバーオールを身に付けている。
主人
声：村松康雄
第3話に登場。風助達が泊まりに来たホテルの主人。ホテルを忍空狩りに来た帝国軍に接収される。忍空であることを確認せず風助達を射撃した帝国軍への疑問を大隊長に話してしまい、逆に他言しないよう脅された。旅立つ風助達に食べ物をあげた。
ヨシオ
声：喜田あゆみ
第4話登場。心の家で暮らす子供。ヒロユキと遊んでいたことがきっかけで風助と友達になる。バサラ精鋭隊に捕まり人質にされてしまう。
大空（おおぞら）
声：高山みなみ
第15話登場。橙次の飛行機を勝手に動かそうとして諫められるが、姉の晴香に一目惚れした橙次と仲良くなり、自分が強くなるために戦いかたを教わる。橙次が晴香の意をくんで、風神の龍に勝つ自信がないので自分は戦えないと手紙を残して姿を消したため、「俺が風神の龍をやっつける！」と言い、姉の制止を振り切って一人で岩石島へ向かう。橙次が風神の龍を倒したのを見て、約束を守ってくれたと喜ぶが、「戦いなんてもう嫌だ。死ぬところだったじゃねえか。お前なんか大嫌いだ！」と言い、「怖い、怖い」と伏せる橙次の情けない姿を見て失望し、「橙次のバカヤロー！」と叫びながら走り去った。もっともこれは、強くなることで大空が、自分達の父と同じようになることを案じた晴香の思いを考えた橙次の芝居であった。
晴香（はるか）
声：深見梨加
第15話登場。大空の姉。父を風神の龍との戦いで亡くしており、同じ道をたどって欲しくないとの思いから、大空が格闘技を学ぶことに反対している。橙次が大空と練習をしていたときに「やめてください！」とかなりの剣幕で怒っていたが、弟を危険な目に合わせたくないという強い家族愛からのものである。橙次に「私たちには戦う勇気より、生きる勇気のほうが必要なんです。そのことを大空に教えてやってほしいのです。」と頼んでいる。最後は風神の龍を倒した橙次に感謝の言葉を送り帰って行った。
大空と晴香の父（名前不明）
第15話登場。晴香の回想シーンにのみ登場。大空達の住む港町で一番の強さを持つ。風神の龍が率いる族が港を襲撃したとき、数人の相手を次々と一人で倒していった。しかし、風神の龍の人間離れした圧倒的な力にはなすすべがなく敗れ、大空と晴香に看取られながら息を引き取った。
梅千代（うめちよ）
声：京田尚子
23話より登場した老女。通称「梅千代婆さん」。彼女の一族は代々、風水の谷への道案内をしていたが、今でも生き残っているのは彼女だけになった。居眠りをしながら川から流れてきた赤雷を保護し、一緒に暮らしていた。
ラムダから道案内を依頼する手紙が来るが、風水の谷に相応しくないとして拒絶した。そのため、帝国軍から家を焼かれる等の嫌がらせを受け、ついにはラムダに拉致されて拷問を受ける。
ゆうじ
声：まるたまり
30話登場。眼鏡をかけた少年。毒キノコ「ベニクリテングタケ」を食べて倒れていた風助達を助けた。植物に造詣が深く、それに関するうんちくを勝手に話すため、里穂子から「変な子」と言われる。また、植物以外には周りが見えなくなる傾向にあり、それが災いしてケン太達に虐められていた。鋭い洞察力で帝国軍特殊部隊のカモフラージュを見破り、風助達やケン太達に一目置かれる。
草太（そうた）
声：辻谷耕史
第42話登場。元忍空組一番隊隊員で、現在は小さな町で医者として暮らしている。食べ過ぎで苦しみ医者を探していた風助達と再会し治療をした。帝国軍との戦いのときに、相手を倒すために使った空手裏剣が引き金となって、近くにいた一般市民が巻き添えになってしまい（空手裏剣を受けた兵士が苦し紛れに乱射したマシンガンが命中した）、母親を目の前で失い泣き叫ぶ子供の姿が頭から離れず、忍空組解散後は二度と忍空技を使わないと心に決め、人を助ける医者としての道を選んだ。忍空切りの男に必ず償いをさせると行って探しに行き、説得を試みるも相手の刀によって重傷を負わされ、絶体絶命のピンチに陥ったところを風助に助けられる。風助から「お前本当にえらいぞ。忍空技を使わないと決めて、こんなになるまでずっと我慢して貫き通したんだからな。誇りに思うぞ。」と言われ、笑みを浮かべながら目を閉じた。風助が「よくも草太を」と怒りを表したので、この場面では死亡したような描写に見えたが、実際は生きており、戦いが終わってから旅立つ風助達を自宅から見送った。
清子
声：沢海陽子
ゆうじの母。ゆうじと同じく眼鏡をかけている。
ケン太
声：亀井芳子
帽子をかぶり後ろ髪を束ねた少年。少年グループのリーダー。ゆうじを野球に誘うが、サクラソウに見とれてエラーしたことに腹を立て、彼を木に縛り付けたうえ、彼の自宅の花壇を荒らした。その後、ゆうじが帝国軍特殊部隊のカモフラージュを暴いたことで彼を認めるようになり、一緒に木を育てることを誓う。
ノブ
声：喜田あゆみ
坊主頭の少年グループの一人。ケン太同様、ゆうじを馬鹿にしていた。
名称不明
声：林原めぐみ
細目が特徴の少年グループの一人。
山吹（やまぶき）
声：滝沢久美子
風助の母親で風水の能力者でもある。その能力故に、風助がまだ幼いときにコウチンによって拉致されている。第46話で紫雨が話す場面で初めて容姿が表れるが、その場面は実はアニメのオープニング内で使用されていた作画であり、風助が探している母親の姿は第1回放送時からすでに視聴者の目に触れていたことがわかった。
コウチンによって流血の塔に幽閉され、天空龍を呼び寄せるため催眠術をかけられて、結界内に人柱にされていたが、途中で正気を取り戻し、コウチンと必死に戦う風助を見守っていた。天空龍の巨大な力によって、流血の塔が徐々に崩壊していき、自身の命に危険が及んでいたが、麗朱の指示をうけた藍眺と橙次の決死の突入によって助け出され、コウチンを倒した風助と無事に再会を果たした。
再建に取りかかる首都の中で風水の能力者としてやるべきことがあるようで、そのことを察してもう一度旅に出ることを決めた風助とは離れることになった。しかし別れ際に「今度は悲しい別れではありません。いってらっしゃい、風助。」と笑顔で送り出している。なお、漫画干支忍編に登場する忍空組4番隊卯忍隊長「光の山吹」と同じ名前であるが、別人であり関連性も一切ない。

### その他の勢力
辰巳（たつみ）
声：広瀬正志
第1話登場。「忍空の残党」を騙り、暴行・強奪など悪事を働いていた集団の頭。風助に「自分は忍空組5番隊隊長だった」とハッタリをかましていた。手から炎を出していたが、風助の風に弄ばれるほど弱い。元忍空隊の風助に通用するわけがなく倒された。
商人
第1話登場。忍空の残党の連絡で里穂子と美香を買いに来たが、風助に倒される。

## 劇場版『NINKU -忍空-』

### ニセ忍空
ニセ風助（ - ふうすけ）
声：富山敬
別名「ピカピカの風助」。別名の通り頭髪はなく、背が低く、繋がった眉毛に赤鼻など、非常に特徴的な外観を持つ老人。運動神経は抜群。風助達になりすまし用心棒の報酬を騙し取ろうとしたが、正体は桐山大サーカスの団長であり、戦争で落ち目になった一座の再興資金を得るためにした事だった。キリンを追いかけた風助はそれを知り、また悪事のばれた団長が責めを一身に負う覚悟を示した事から許し、報酬を譲る。
ニセ藍朓（ - あいちょう）
声：長嶝高士
別名「ツッパリの藍朓」。藍朓同様タンクトップにジーパンを履いた、角刈りの青年。息子が1人いる。
ニセ橙次（ - とうじ）
声：石田敦士
別名「赤フンの橙次」。別名の通り赤い褌をしているが、見た目は褐色肌に金髪のパンチパーマと橙次に全く似ていない。
ニセ里穂子（ - りほこ）
声：深雪さなえ
別名「セクシーダイナマイト里穂子」。里穂子同様茶色の長髪に白いヘアバンドをしているが、体形は里穂子よりもナイスバディ。娘が1人いる。
ニセヒロユキ
別名「可愛いフクロウのヒロユキ」。ヒロユキに対して高圧的な態度をとっていた。ニセ橙次が飼い主のようである。
トモコ
桐山大サーカスのキリン。ニセ忍空の夜逃げを手伝うが、風助に見つかり、ニセ忍空の正体がばれるきっかけになった。

### 天地三兄弟
「天地拳」という奇怪な武術を使い、多くの村々から略奪・破壊してきた。普段は笠を被った僧侶のような格好をしているが、中には戦闘服を着ている。
大和（やまと）
声：大滝進矢
長男。顔長で後ろ髪を結んだオールバックに、鋭い目付きをしている。天地竜巻拳の使い手で自分の周囲に竜巻を起こす。竜巻の威力に風助の風手裏剣が通用しなかったが、同じ風使いである風助の敵ではなく、空圧拳で倒された。
武蔵（むさし）
声：星野充昭
次男。後ろ髪をツインテールに結んでおり、赤い髪と髭を持ち、黄色い色眼鏡をかけている。天地火炎拳の使い手で、自身を炎で覆ったり、相手に炎を投げつけたりする。藍朓と戦い、一時圧倒したが空飛拳で倒される。
飛鳥（あすか）
声：子安武人
三男。ピンク色のセミロングで前髪を縛っており、紫色の口紅を付けているなど中性的な容姿をしている。天地霧笛拳の使い手で、口から吐く煙で相手に幻覚を見せることができる。橙次と戦い、一時圧倒したが空蛇裂に敗れた。

### その他
村長
声：緒方賢一
用心棒を募集していた中年男性。忍空に対して偏見は持っておらず、終始ニセ忍空を「忍空様」と崇め、風助達をぞんざいに扱っていた。最後まで忍空一行の真贋に気付かなかった。